# República Checa en los Juegos Paralímpicos de Vancouver 2010
La República Checa estuvo representada en los Juegos Paralímpicos de Vancouver 2010 por un total de 18 deportistas, 17 hombres y una mujer.

## Medallistas
El equipo paralímpico checo obtuvo las siguientes medallas:
| Nombre         | Deporte      | Evento                                    |
| -------------- | ------------ | ----------------------------------------- |
| Oro            |              |                                           |
| —              |              |                                           |
| Plata          |              |                                           |
| —              |              |                                           |
| Bronce         |              |                                           |
| Anna Kulíšková | Esquí alpino | Supergigante discapacidad visual femenino |